# Alternativni rock
Alternativni rock (imenovan tudi alternativna glasba ali na kratko alternativa) je eden od zvrsti rokovske glasbe, čigar začetki segajo v osemdeseta leta (1980-1989). Zelo popularen je postal v devetdesetih (1990-1999) in njegova popularnost se je ohranila vse do danes.
Glasba alternativnega rocka, poleg slednjega, lahko združuje tudi žanre reggae glasbe, džeza, elektronske glasbe in ostale. V nekaterih primerih pa se lahko povezuje tudi s punkovsko glasbo.